# 100-Moscheen-Plan
Das 100-Moscheen-Projekt ist das Vorhaben der islamischen Reformbewegung Ahmadiyya Muslim Jamaat, 100 Moscheen in Deutschland zu bauen. Das Projekt wurde im Jahre 1989 anlässlich des 100-jährigen Jubiläums der Ahmadiyya durch Mirza Tahir Ahmad, Khalifat ul-Masih IV., in einer Rede auf der Jalsa Salana Deutschland ausgerufen.

## Durchführung
Es war der Wunsch Mirza Baschir ud-Din Mahmud Ahmads, des zweiten Khalifat ul-Massih, dass in Europa 2.500 Moscheen existieren mögen. Zunächst rief Mirza Tahir Ahmad die Ahmadiyya Muslim Jamaat Deutschland 1989 auf, in Deutschland 100 Moscheen in zehn Jahren zu bauen. Als man jedoch bemerkte, dass das Ziel in der angestrebten Zeit nicht zu erreichen ist, änderte sich das Projektziel dahingehend, jährlich fünf Moscheen bis 2010 zu bauen. Nun ist das Ziel, Hinterhofmoscheen und angemietete Objekte aufzugeben und einige in nach außen erkennbare Moscheen umzuwandeln.
Im Berliner Stadtteil Heinersdorf wurde die Khadija-Moschee nach den Plänen der Architektin Mubashra Ilyas gebaut; sie wirkte auch an den Moschee-Entwürfen in Stuhr bei Bremen und Offenbach am Main mit. Die Baukosten wurden nach Ahmadiyya-Angaben aus Spenden der Ahmadifrauen (Lajna Imaillah) aufgebracht.
Mirza Masroor Ahmad, der fünfte Khalifat ul-Massih, forderte die Ahmadiyya Jamaat in Deutschland 2006 auf, die fehlenden Grundstücke zu kaufen und so bald als möglich mit dem Moscheebau zu beginnen. Auch 2019 war das Ziel noch nicht erreicht; es solle aber eine Konzentration darauf erfolgen. Das Moscheebauprojekt wird von einem Architekturbüro im Bait us-Sabuh geplant und durchgeführt.

### Finanzierung
Die Gemeinschaft führt bundesweite Spendensammlungen für das 100-Moscheen-Projekt durch und hält die Baukosten niedrig, indem einerseits auf teuren Wandschmuck und Deckenleuchter verzichtet und andererseits möglichst viel Eigenarbeit geleistet wird (Muskelhypothek).
Jede Ortsgemeinde finanziert den Moscheebau durch Spendensammlungen selbst. Die bundesweit in anderen Gemeinden gesammelten Spenden werden von der Zentrale für die Vorfinanzierung verwendet.
Die Gemeinschaft verwendet für ihre Moscheebauten keine Drittspenden, weswegen einer schnelleren Verwirklichung des Plans die begrenzte Zahlungskraft der Ahmadis in Deutschland entgegensteht.

### Rezeption
Das Projekt der Ahmadiyya Muslim Jamaat löst bei Teilen der Bevölkerung erhebliche Vorbehalte aus und stößt teilweise auf starken Widerstand. Besonders in Schlüchtern und Berlin-Heinersdorf wandten sich Bürgerinitiativen vehement gegen den Bau einer Moschee. In den meisten Fällen konnten die Vorbehalte allerdings nach anfänglichen Schwierigkeiten überwunden werden.

## Moscheen

### Eröffnete Moscheen
|  | Hamburg |

|  | Hessen |

|  | Hessen |

|  | Rheinland-Pfalz |

|  | Niedersachsen |

|  | Hessen |

|  | Nordrhein-Westfalen |

|  | Niedersachsen |

|  | Rheinland-Pfalz |

|  | Hessen |

|  | Schleswig-Holstein |

|  | Hessen |

|  | Bayern |

|  | Hessen |

|  | Hessen |

|  | Nordrhein-Westfalen |

|  | Hessen |

|  | Hessen |

|  | Niedersachsen |

|  | Niedersachsen |

|  | Hessen |

|  | Baden-Württemberg |

|  | Berlin |

|  | Baden-Württemberg |

|  | Nordrhein-Westfalen |

|  | Schleswig-Holstein |

|  | Hessen |

|  | Hessen |

|  | Hessen |

|  | Hessen |

|  | Hessen |

|  | Hamburg |

|  | Baden-Württemberg |

|  | Baden-Württemberg |

|  | Hessen |

|  | Rheinland-Pfalz |

|  | Hessen |

|  | Bayern |

|  | Nordrhein-Westfalen |

|  | Hessen |

|  | Niedersachsen |

|  | Nordrhein-Westfalen |

|  | Hessen |

|  | Baden-Württemberg |

|  | Bayern |

|  | Hessen |

|  | Hessen |

|  | Schleswig-Holstein |

|  | Hessen |

|  | Hessen |

|  | Hessen |

|  | Hessen |

### Moscheen im Bau
|  | Thüringen |

|  | Schleswig-Holstein |

|  | Rheinland-Pfalz |

### Moscheen in Planung
|  | Sachsen |

|  | Rheinland-Pfalz |

|  | Schleswig-Holstein |

|  | Hessen |

|  | Baden-Württemberg |

|  | Baden-Württemberg |

|  | Hessen |

|  | Rheinland-Pfalz |

|  | Nordrhein-Westfalen |

|  | Hessen |

|  | Bayern |

|  | Hessen |

|  | Hessen |

|  | Hessen |

|  | Hessen |

### Weitere Zentren

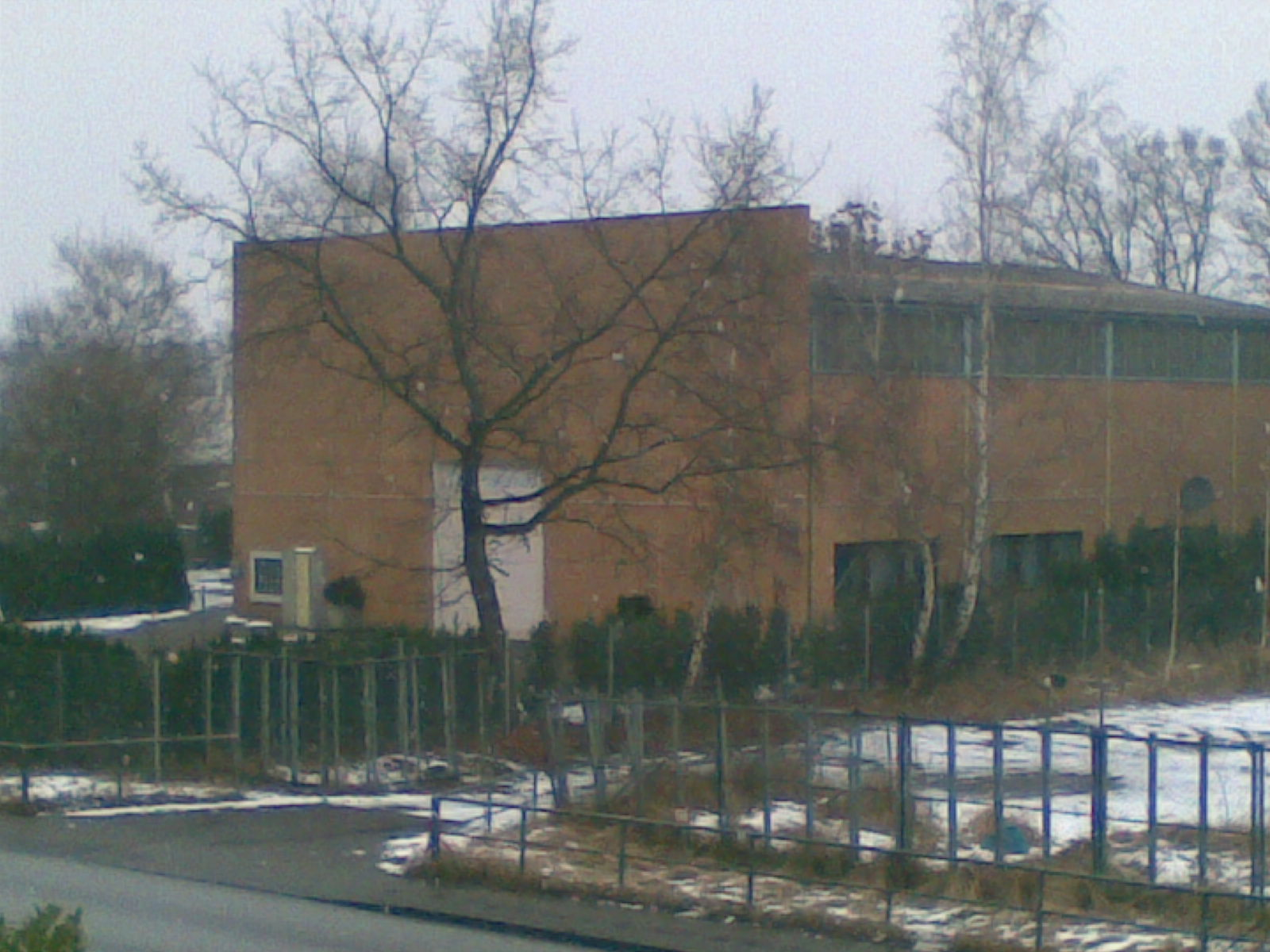
Bait ur-Raschid – „Haus des Gerechten (Anführers)“ in Hamburg-Schnelsen (Foto von 2009, noch vor dem Umbau von 2012)

| Moschee                                | Stadt             | Bundesland      | Jahr | Bemerkung           | Position | Foto                                                 |
| -------------------------------------- | ----------------- | --------------- | ---- | ------------------- | -------- | ---------------------------------------------------- |
| Bait ul-Malik                          | Reinickendorf     | Berlin          | 1988 |                     | Ortslage |                                                      |
| Bait us-Salam („Haus des Friedens“)    | Freinsheim        | Rheinland-Pfalz | 1993 |                     | Ortslage |                                                      |
| Bait us-Sabuh („Haus des sehr Reinen“) | Frankfurt-Bonames | Hessen          | 2000 | Deutschlandzentrale | Ortslage | Deutschlandzentrale: Bait us-Sabuh (Frankfurt, 2000) |